# کریستین نورلیوس
کریستین نورلیوس (انگلیسی: Kristine Norelius؛ زادهٔ ۲۶ دسامبر ۱۹۵۶) قایقران روئینگ اهل ایالات متحده آمریکا بود.
وی در مسابقات کشوری و بین‌المللی در مجموع برندهٔ ۱ مدال طلا شده‌است.